# Federico Adami
Federico Adami (Pieve di Cadore, 22 settembre 1978) è un ex hockeista su ghiaccio italiano, di ruolo attaccante.

## Carriera
È alto 168 cm per 72 kg di peso. Esordì nella stagione 1995-96 in A2 con la Sportivi Ghiaccio Cortina con 9 presenze. Giocò nella massima divisione nazionale sempre con la maglia del Cortina, conquistando lo scudetto in occasione della stagione 2006-2007.
Una volta ritiratosi dall'attività agonistica Adami rimase all'interno della società con l'incarico di massaggiatore.

## Palmarès

### Club
- Campionato italiano: 1

Cortina: 2006-2007